# Lämmerberg und Vockenwinkel
Koordinaten: 51° 30′ 29″ N, 11° 40′ 2″ O
Der Lämmerberg und Vockenwinkel ist ein Naturschutzgebiet in der Gemeinde Seegebiet Mansfelder Land im Landkreis Mansfeld-Südharz in Sachsen-Anhalt.
Das Naturschutzgebiet mit dem Kennzeichen NSG 0110 ist 14,2 Hektar groß. Es ist Bestandteil des rund 84 Hektar großen FFH-Gebietes „Trockenrasenhänge nördlich des Süßen Sees“ und wird vom Landschaftsschutzgebiet „Süßer See; Süßer und Salziger See“ umgeben. Das Gebiet steht seit 1967 unter Schutz (Datum der Verordnung: 11. September 1967). Zuständige untere Naturschutzbehörde ist der Landkreis Mansfeld-Südharz.
Das Naturschutzgebiet liegt im östlichen Harzvorland nördlich des Süßen Sees. Es stellt Hangbereiche des Riß, Teile der Westhänge des Lämmerbergs und die zwischen zwei Erhebungen in Nord-Süd-Richtung zum Süden See verlaufende Lindenschlucht, eine glaziale Schmelzwasserrinne, unter Schutz. Im Bereich des Naturschutzgebietes sind Streuobstwiesen sowie artenreiche Halbtrockenrasen und Felsfluren (Schwingel-Fiederzwenkenrasen, Wimperperlgrasfluren und Berggamander-Schwingelfluren) zu finden.
Auf dem Riß wurde bis ins späte 20. Jahrhundert Wein- und Obstanbau betrieben. Die Halbtrockenrasen wurden vor 1990 durch ein volkseigenes Gut beweidet, seit 1992 werden Teile des Gebietes als Pflegemaßnahme mit Schafen und Ziegen beweidet. Charakteristische Arten der Halbtrockenrasen sind Stängelloser Tragant, Steppen-Wolfsmilch, Frühlings-Adonisröschen, Pferde-Sesel und Deutscher Ziest. Auf flachgründigen Schuttböden wachsen auch Schmalblütiges Träubel und Astlose Graslilie. Dazu gesellen sich zahlreiche weitere Pflanzen der mageren Standorte, von denen viele auch gefährdet und in der Roten Liste gefährdeter Arten verzeichnet sind. Auf den Hängen der Lindenschlucht stocken Eichen-Hainbuchenwälder und Robinien.
Im Naturschutzgebiet sind zahlreiche Vogelarten heimisch, darunter Steinschmätzer, Neuntöter, Wendehals und Grünspecht. Daneben ist es Lebensraum für Insekten, darunter verschiedene Schmetterlinge (u. a. der Segelfalter) sowie Schnecken, darunter Blindschnecke und Gemeine Heideschnecke.
Das Naturschutzgebiet ist von Brachflächen umgeben. Im Südosten grenzt es an eine bewaldete Fläche, im Norden auch an landwirtschaftliche Nutzflächen.